# Germ Free Adolescents
Germ Free Adolescents è il primo album in studio del gruppo punk inglese X-Ray Spex. Contiene alcuni singoli-hit della band:The Day The World Turned Day-Glo, Identity e Germ Free Adolescents.

## Descrizione
Nel febbraio 1979 il critico statunitense Robert Christgau, in un articolo sul Village Voice, ha lodato i testi di Poly Styrene, le melodie e la sezione fiati utilizzata dal gruppo. Trouser Press ha definito il disco un capolavoro!.
Nel 1994 la The Guinness Encyclopedia of Popular Music ha posizionato Germ Free Adolescents all'ottavo posto tra i migliori album punk di sempre. Nel 2001 Spin ha classificato il disco alla posizione numero 5 tra i cinquanta album punk più importanti di sempre, mentre nel marzo 2003 Mojo l'ha inserito nella sua lista dei cinquanta migliori album punk alla posizione numero 19.

## Tracce
- Tutte le tracce scritte da Poly Styrene.

### Lato A
1. Art-I-Ficial - 3:24
2. Obsessed with You - 2:30
3. Warrior in Woolworths - 3:06
4. Let's Submerge - 3:26
5. I Can't Do Anything - 2:58
6. Identity - 2:25

### Lato B
1. Genetic Engineering - 2:49
2. I Live Off You - 2:09
3. I Am a Poseur - 2:34
4. Germ Free Adolescents - 3:14
5. Plastic Bag - 4:54
6. The Day the World Turned Day-Glo - 2:53

### Bonus track (versioneexpanded)
1. Oh Bondage, Up Yours! - 2:51
2. I Am a Cliché - 1:55
3. Highly Inflammable - 2:35
4. Age - 2:38
5. Genetic Engineering - 2:49
6. Art-I-Ficial - 3:24
7. I Am a Poseur - 2:34
8. Identity - 2:25
9. Germ Free Adolescents - 3:05
10. Warrior in Woolworths - 3:06
11. Age - 2:38

### Bonus track (Giappone)
1. Oh Bondange Up Yours
2. I Am a Cliche
3. Highly Inflammable
4. Age
5. Genetic Engineering (Peel Session)
6. Art-I-Ficial (Peel Session)
7. I Am a Poseur (Peel Session)
8. Identity (Peel Session)
9. Germ Free Adolescents (Peel Session)
10. Warrior in Woolworths (Peel Session)
11. Age (Peel Session)

### Bonus track (ristampa 2009)
1. Oh Bondage! Up Yours! - 2:50
2. I Am a Cliche - 1:54
3. Age - 2:38
4. Highly Inflammable - 2:34
5. Genetic Engineering - 2:56
6. Art-I-Ficial - 3:29
7. I Am a Poseur - 2:33
8. Identity - 2:34
9. Germ Free Adolescents - 3:19
10. Warrior in Woolworths - 3:05
11. Age 	Poly Styrene - 2:39
12. Obsessed with You - 1:53
13. Let's Submerge - 2:58
14. Plastic Bag - 4:20
15. I Live off You - 2:15
16. I Am a Cliche - 1:48
17. I Can't Do Anything - 2:41
18. The Day the World Turned Day-Glo -	2:45
19. Oh Bondage! Up Yours! - 2:40
20. Genetic Engineering - 2:57
21. Art-I-Ficial - 3:48
22. Germ Free Adolescents - 3:24
23. Poly Styrene - 2:45
24. Warrior in Woolworths - 3:06
25. Obsessed with You - 2:34
26. The Day the World Turned Day-Glo -	2:50
27. I Can't Do Anything - 3:00
28. Warrior in Woolworths - 3:09
29. Prefabricated Icon - 3:30

## Formazione
- Poly Styrene - voce
- Jak Airport - chitarra
- Paul Dean - basso
- Rudi Thomson - sassofono
- B.P. Hurding - batteria
- Falcon Stuart - produttore